# Marc Roguet
Marc Roguet (Pargny, 29 de marzo de 1933) es un jinete francés que compitió en la modalidad de salto ecuestre.
Participó en los Juegos Olímpicos de Montreal 1976, obteniendo una medalla de oro en la prueba por equipos (junto con Hubert Parot, Jean-Marcel Rozier y Michel Roche).

## Palmarés internacional
| Juegos Olímpicos | Juegos Olímpicos  | Juegos Olímpicos | Juegos Olímpicos |
| Año              | Lugar             | Medalla          | Categoría        |
| ---------------- | ----------------- | ---------------- | ---------------- |
| 1976             | Montreal (Canadá) | Medalla de oro   | Por equipos      |